# Subaru Outback
La Subaru Outback è un'autovettura di tipo familiare di medie dimensioni prodotta dalla casa automobilistica giapponese Subaru, sussidiaria della Fuji Heavy Industries (FHI).
Derivante dalla Legacy, questo modello si distingue per la sua carrozzeria elevata da terra e dal design robusto, caratterizzato da numeross protezioni. Si tratta pertanto di un crossover, che rappresenta una via di mezzo tra una vettura familiare e un SUV, offrendo così una buona manovrabilità sui terreni difficili. La sua produzione, avviata nel 1995, ha raggiunto la sesta serie nel 2020.

## Prima serie (BG; 1994-1998)

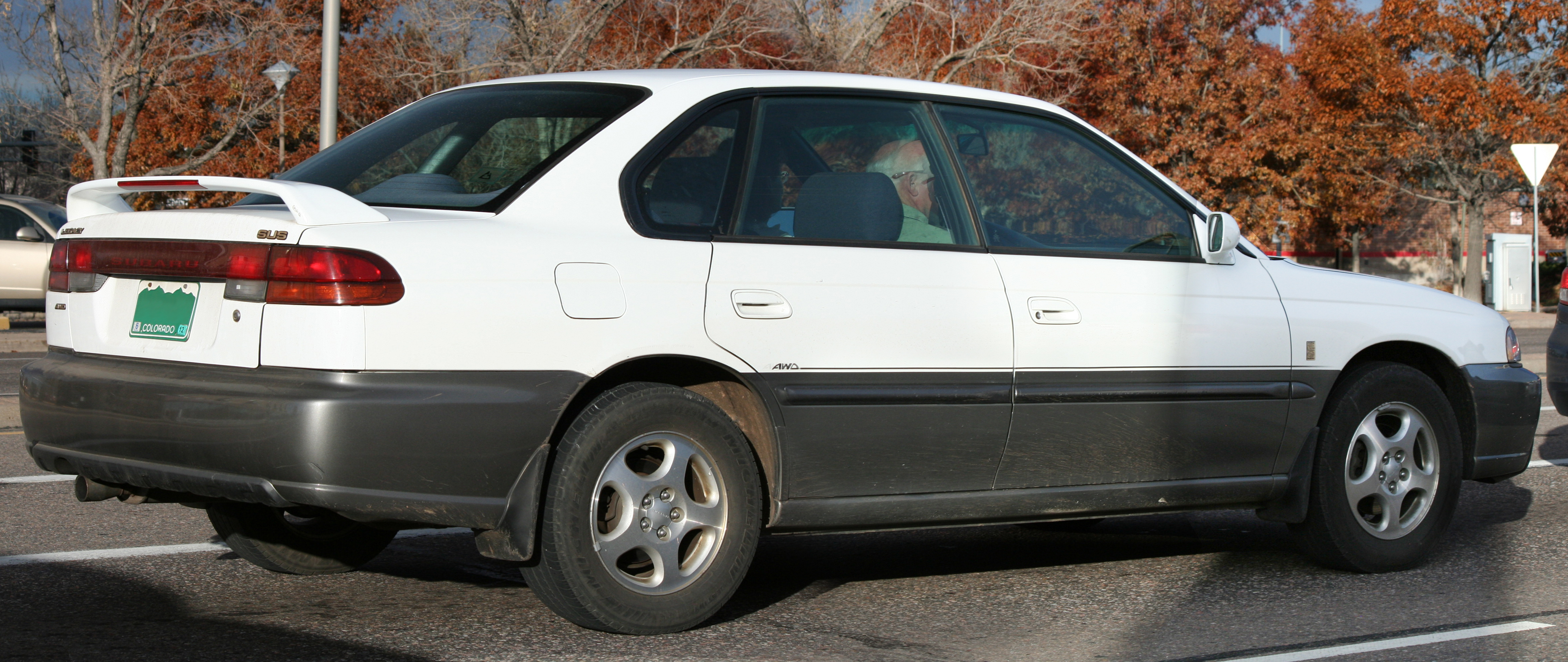
La Subaru SUS

La prima versione della Subaru Outback nacque come versione fuoristrada della Subaru Legacy seconda generazione. In Giappone era venduta come Legacy Grand Wagon. Ne esisteva anche la variante berlina, denominata Subaru SUS, venduta solo negli Stati Uniti. Come motorizzazione era disponibile solo  un motore boxer da 2,5 litri con 110 kW (150 CV).

## Seconda serie (BH; 1999-2003)

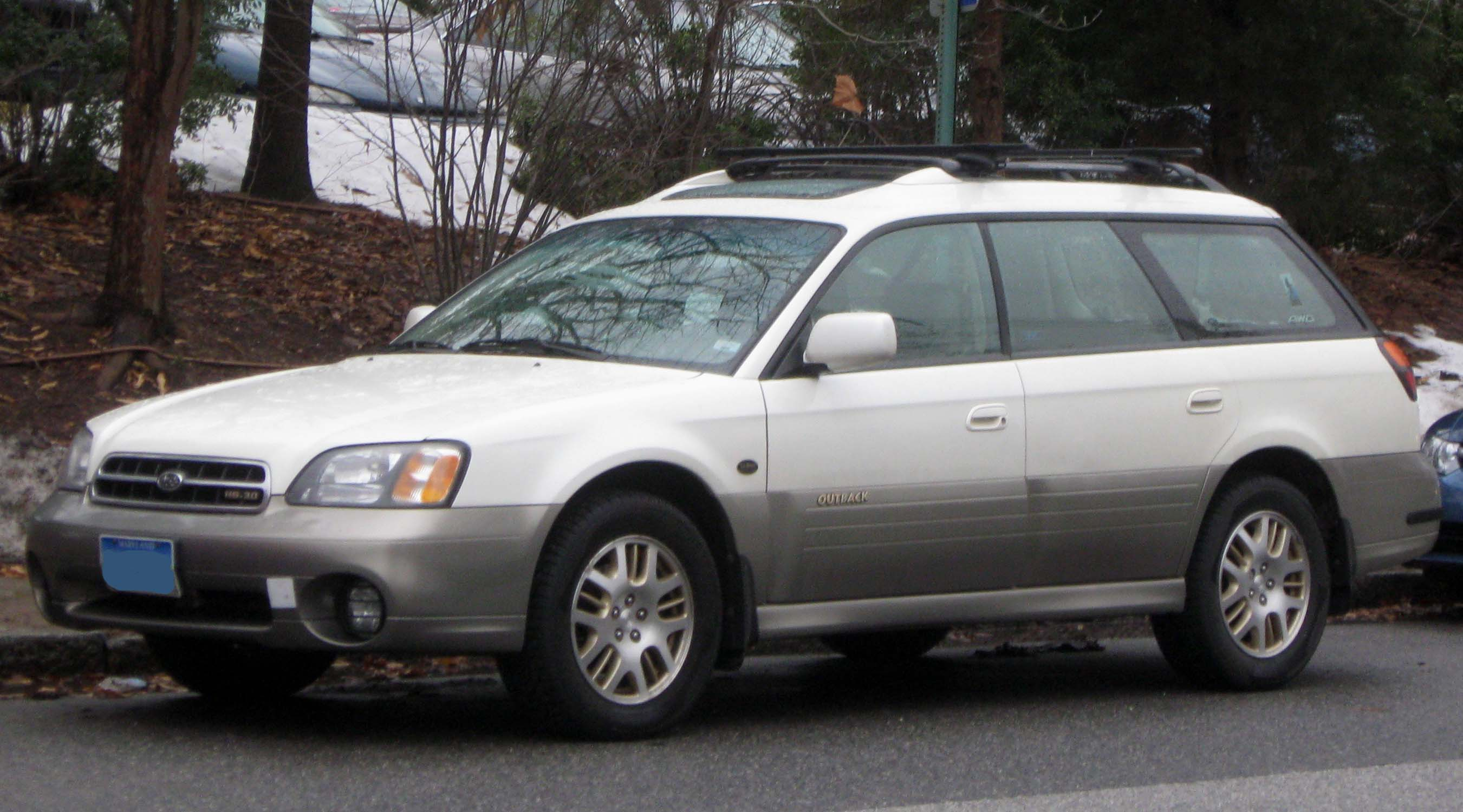
La Subaru Outback seconda serie

La Subaru Outback seconda serie fu venduta dalla Subaru dal 1999 al 2003. In Giappone era chiamata Legacy Lancaster, mentre nel resto del mondo il nome era Outback. L'estetica non era stata molto modificata, ma la meccanica fu aggiornata. Nel 2002 fu sottoposta a un lieve restyling, e fu sottoposta al crash test dell'Euro NCAP ottenendo quattro stelle su cinque per la sicurezza automobilistica. Inizialmente, era offerto solo un motore a quattro cilindri da 2,5 litri, con una potenza di 115 kW (156 CV). Alla fine del 2000 è stato aggiunto alla gamma un motore a sei cilindri da 3,0 litri con 154 kW (209 CV). 

## Terza serie (BP; 2003-2009)

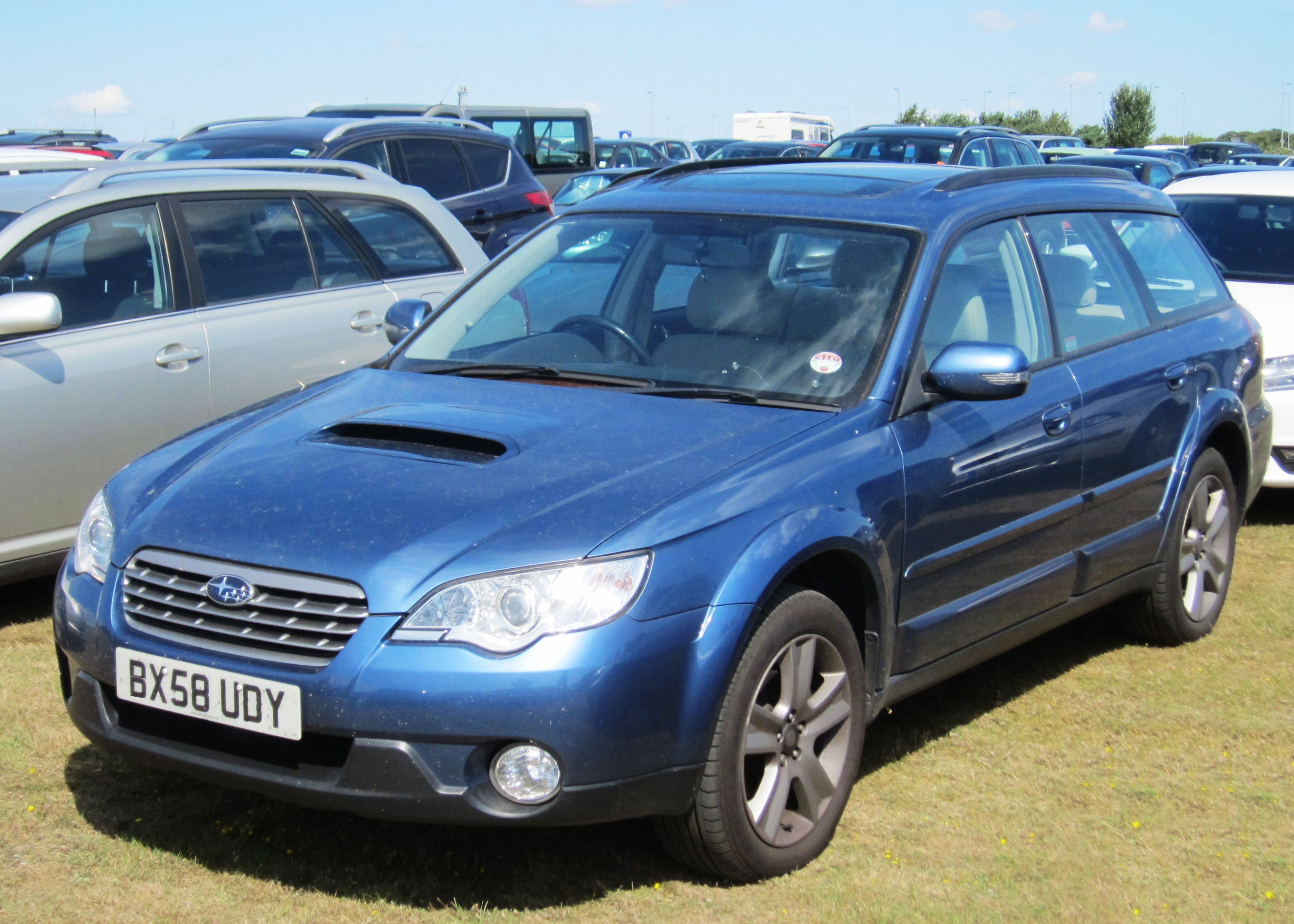
Subaru Outback terza serie (versione europea) dopo il restyling

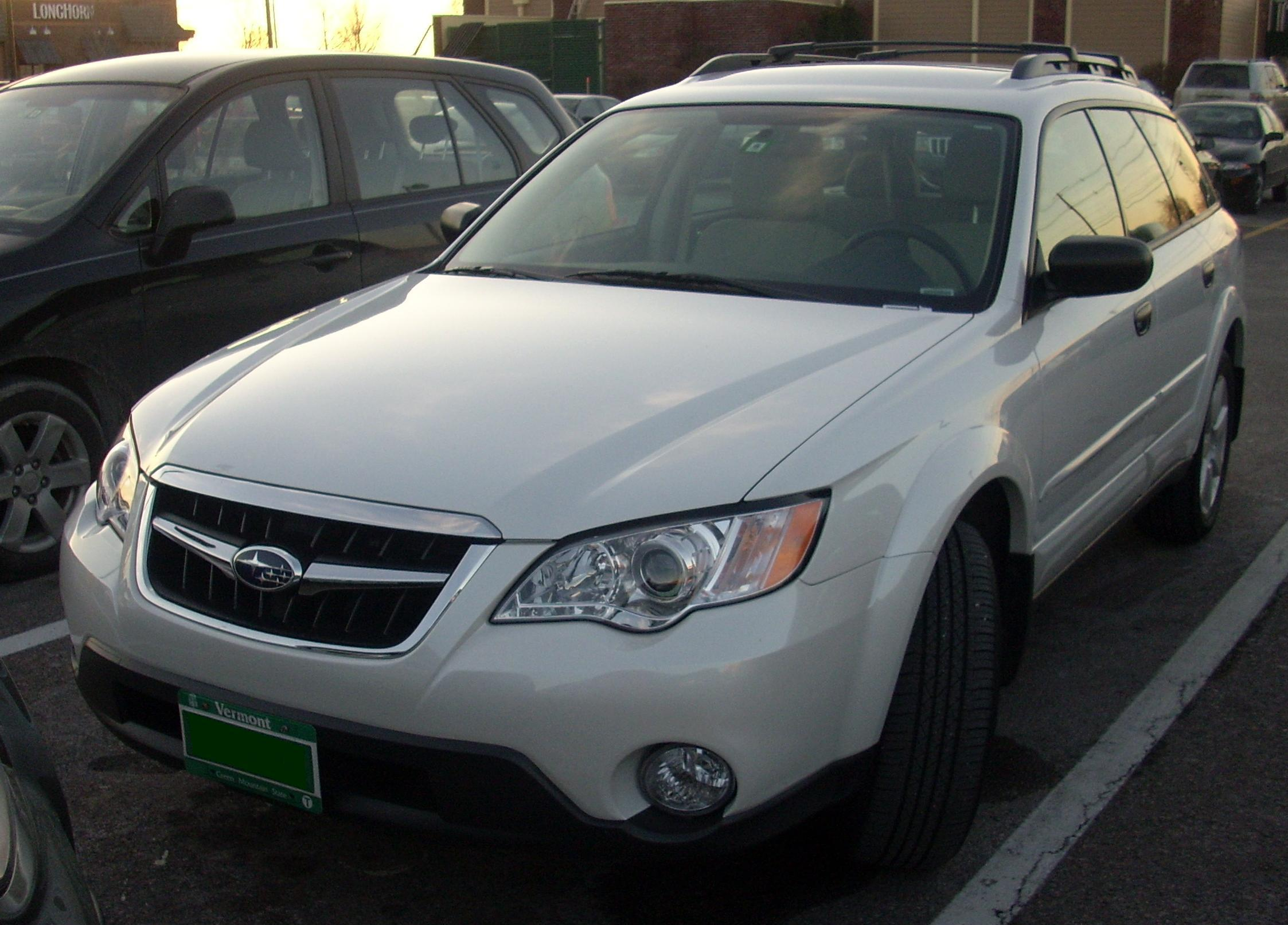
Subaru Outback terza serie (versione USA)

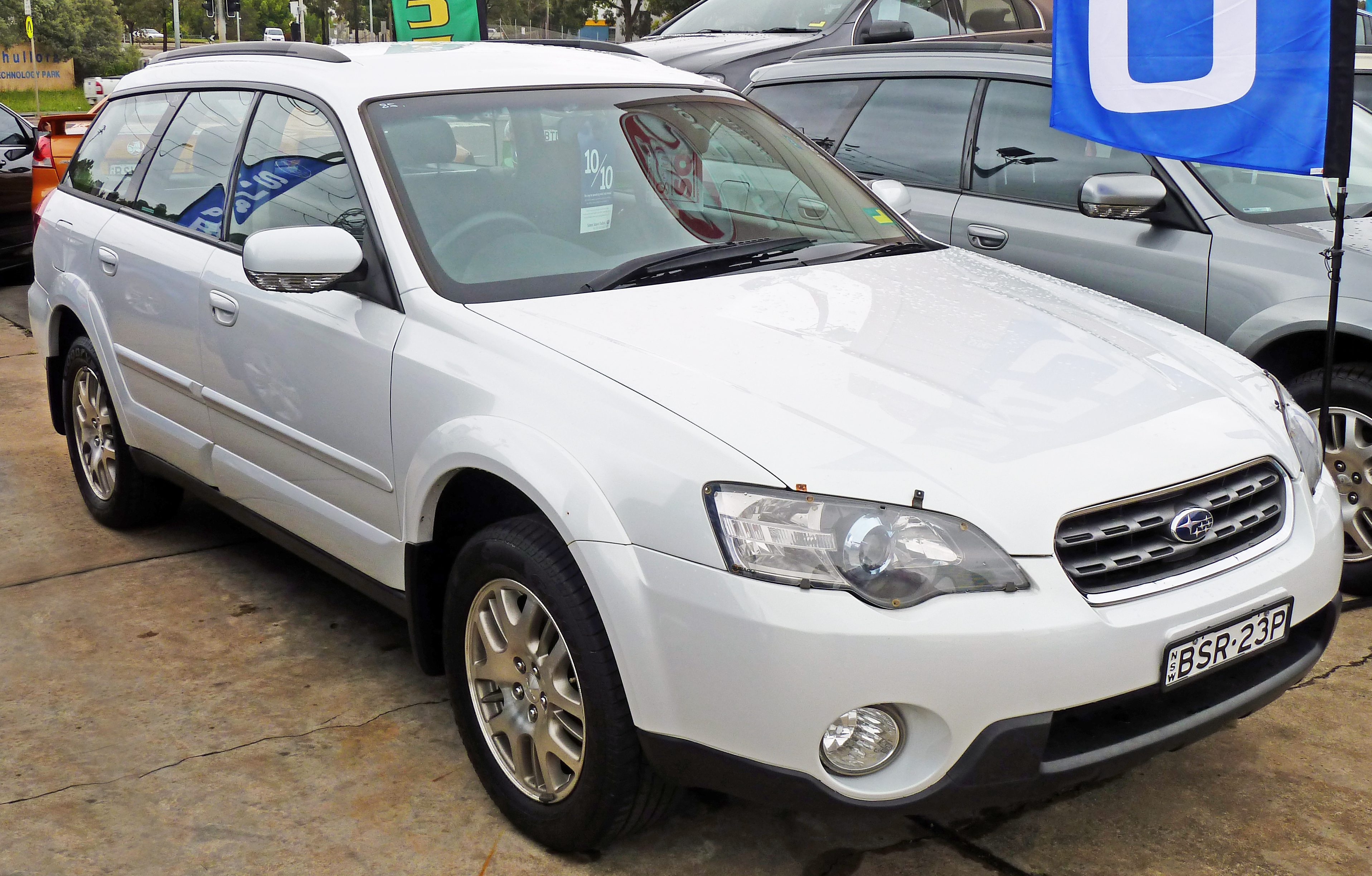
Subaru Outback terza serie pre-restyling

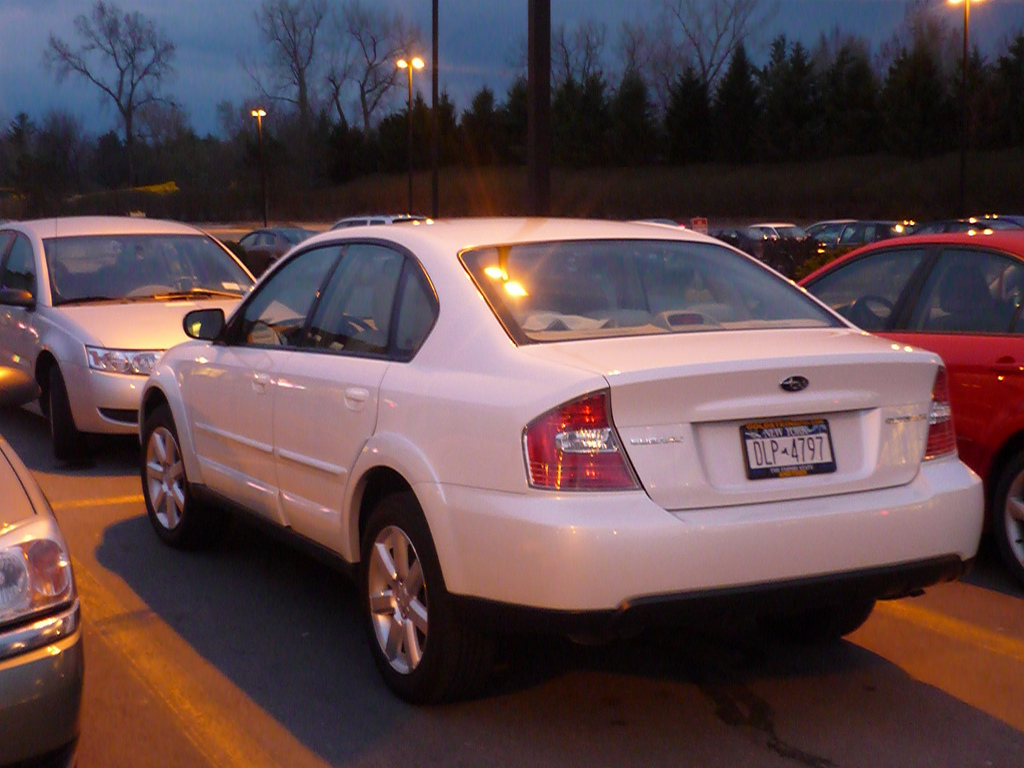
La versione berlina

La Subaru Outback terza serie fu prodotta dal 2003 al 2009. Il nome esatto di questo modello era Legacy Outback. Questa versione comprendeva anche una variante Sedan per il mercato statunitense. Nel 2006 è stata sottoposta ad un restyling che ha comportato una lieve modifica nel posteriore, nella mascherina anteriore e l'eliminazione del paraurti anteriore in plastica. Nel 2007 è stata eletta auto dell'anno dalla rivista Top Gear assieme alla Ford Mondeo. 

### Motorizzazioni
| Modello     | Disponibilità | Motore      | Cilindrata (cm³) | Potenza         | Coppia max (Nm) | Emissioni CO2 (g/km) | 0–100 km/h (secondi) | Velocità max (km/h) | Consumo medio (km/l) |
| 2.5i        | dal debutto   | Benzina     | 2457             | 123 kW (167 Cv) | 229             | 199                  | 9.6                  | 201                 | 11.6                 |
| 3.0R aut.   | dal debutto   | Benzina     | 3000             | 180 kW (245 Cv) | 350             | 232                  | 7.5                  | 232                 | 10.0                 |
| 2.0D        | dal 2009      | Diesel      | 1998             | 110 kW (150 Cv) | 350             | 139                  | 9.7                  | 205                 | 15.6                 |
| 2.5 Bi-Fuel | dal 2009      | Benzina/GPL | 2457             | 120 kW (161 Cv) | 229             | 172                  | 9.6                  | 192                 | 9.4                  |

## Quarta serie (BR; 2009-2014)

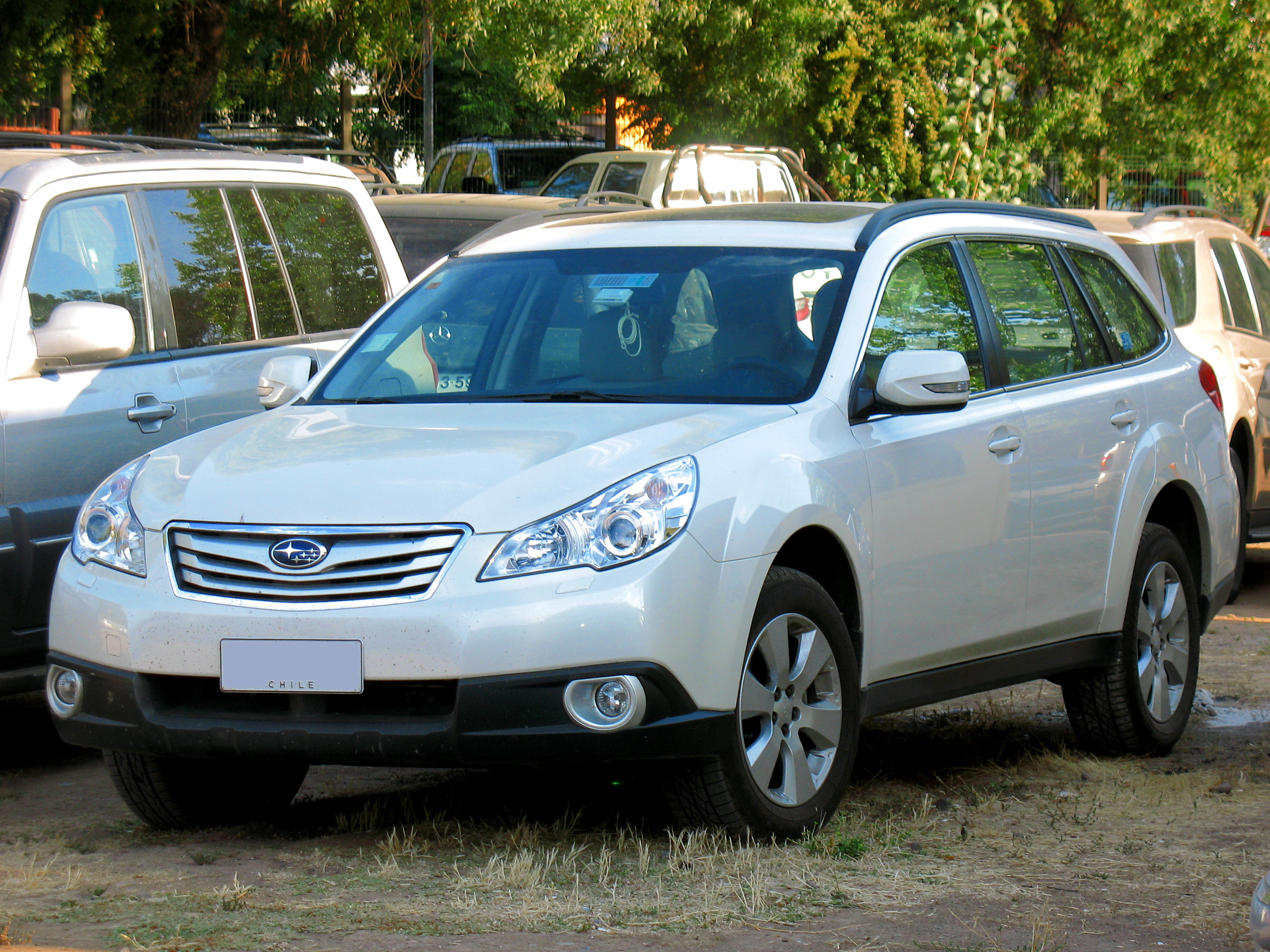
Subaru Outback quarta serie

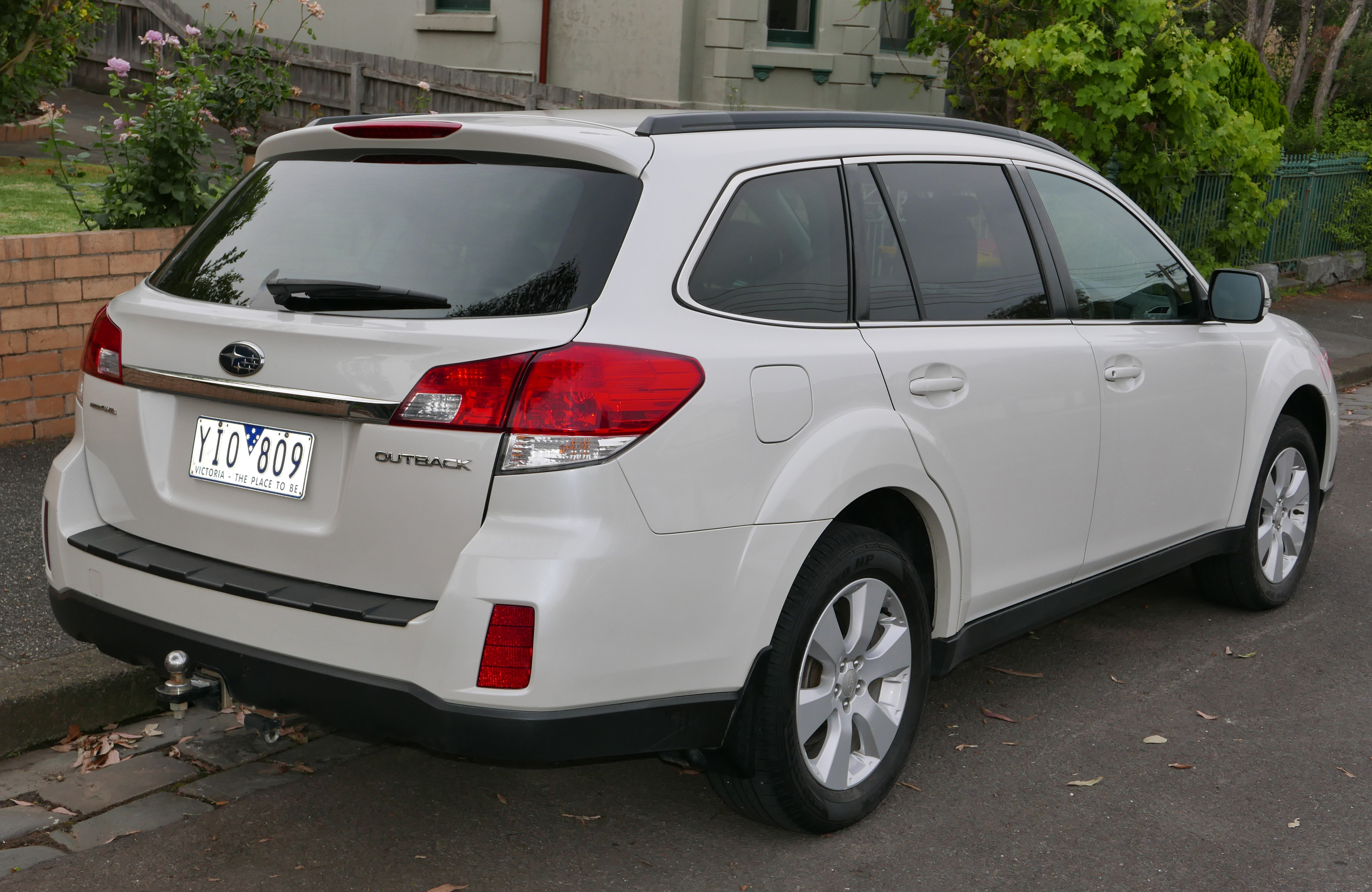
La Subaru Outback quarta serie vista posteriore

La Subaru Outback quarta serie fu prodotta dal 2009 al 2014. Il nome era Outback o Liberty. La Subaru decise di venderla solo nella versione Station wagon, per non essere troppo simile alla Legacy. 
Rispetto alla terza generazione, era più larga di 50 mm e più alta di 105 mm, ma la lunghezza complessiva era inferiore di 20 mm. Inoltre c'è stata una riduzioni degli sbalzi anteriori e posteriori di 90 mm e un incremento del passo di 70 mm, permettendo di avere maggiore spazio per le gambe dei passeggeri posteriori.

### Motorizzazioni
| Modello | Disponibilità          | Motore  | Cilindrata (cm³) | Potenza         | Coppia max (Nm) | Emissioni CO2 (g/Km) | 0–100 km/h (secondi) | Velocità max (Km/h) | Consumo medio (Km/l) |
| 2.0D    | dal 05/2013            | Diesel  | 1998             | 110 kW (150 CV) | 350             | da 155 a 166         | 7.1 / 5.2 / 5.9      | -                   | -                    |
| 2.5i    | dal 07/2009            | Benzina | 2457             | 123 kW (167 CV) | 235             | 175                  | 10.2 / 6.1 / 7.6     | -                   | -                    |
| 3.6R    | dal 07/2009 al 05/2013 | Benzina | 3630             | 191 kW (260 CV) | 350             | 232                  | 14,4 / 7,5 / 10,0    | -                   | -                    |

## Quinta serie (BS; 2014-2019)

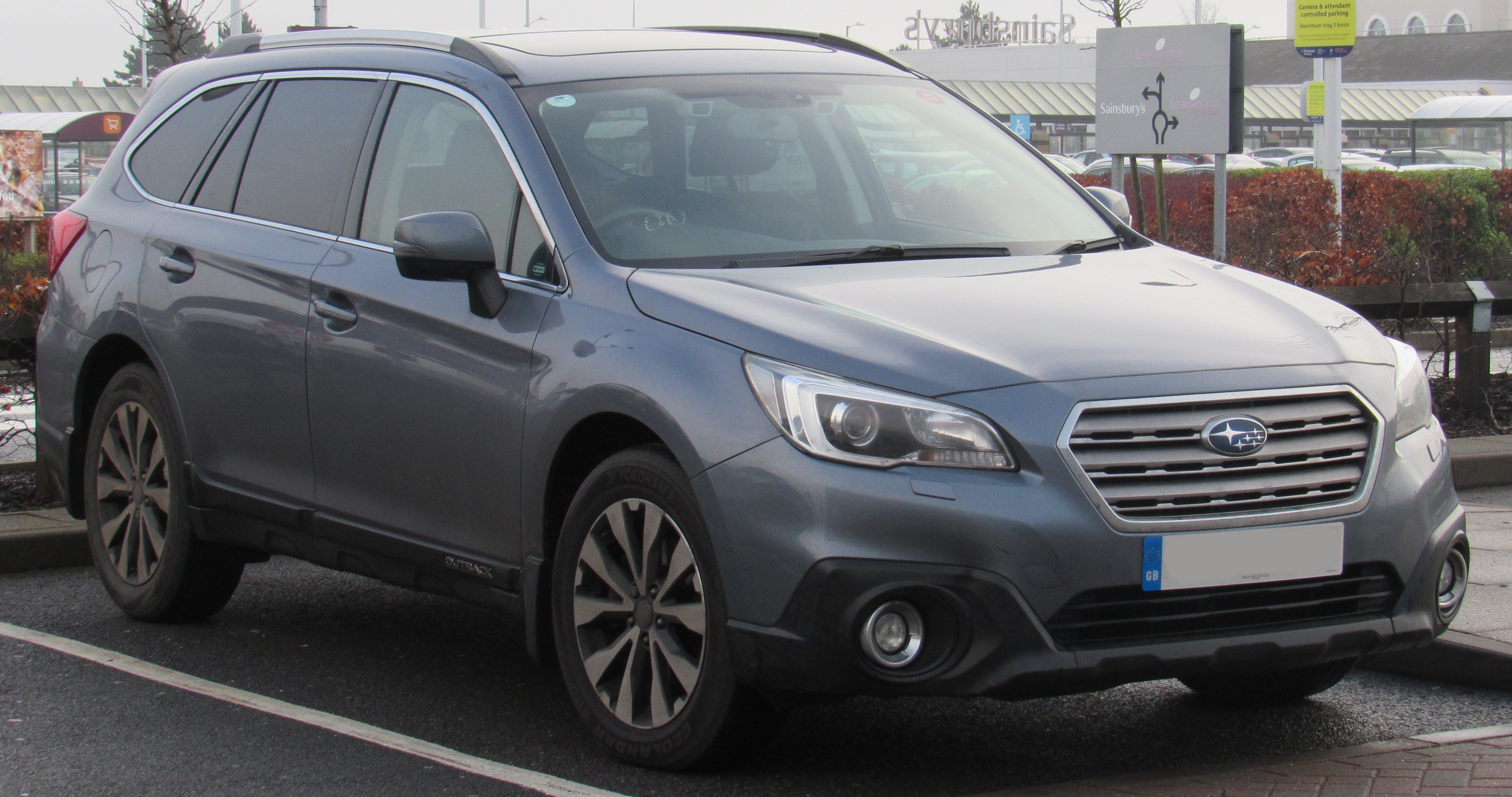
La Subaru Outback quinta serie pre-facelift

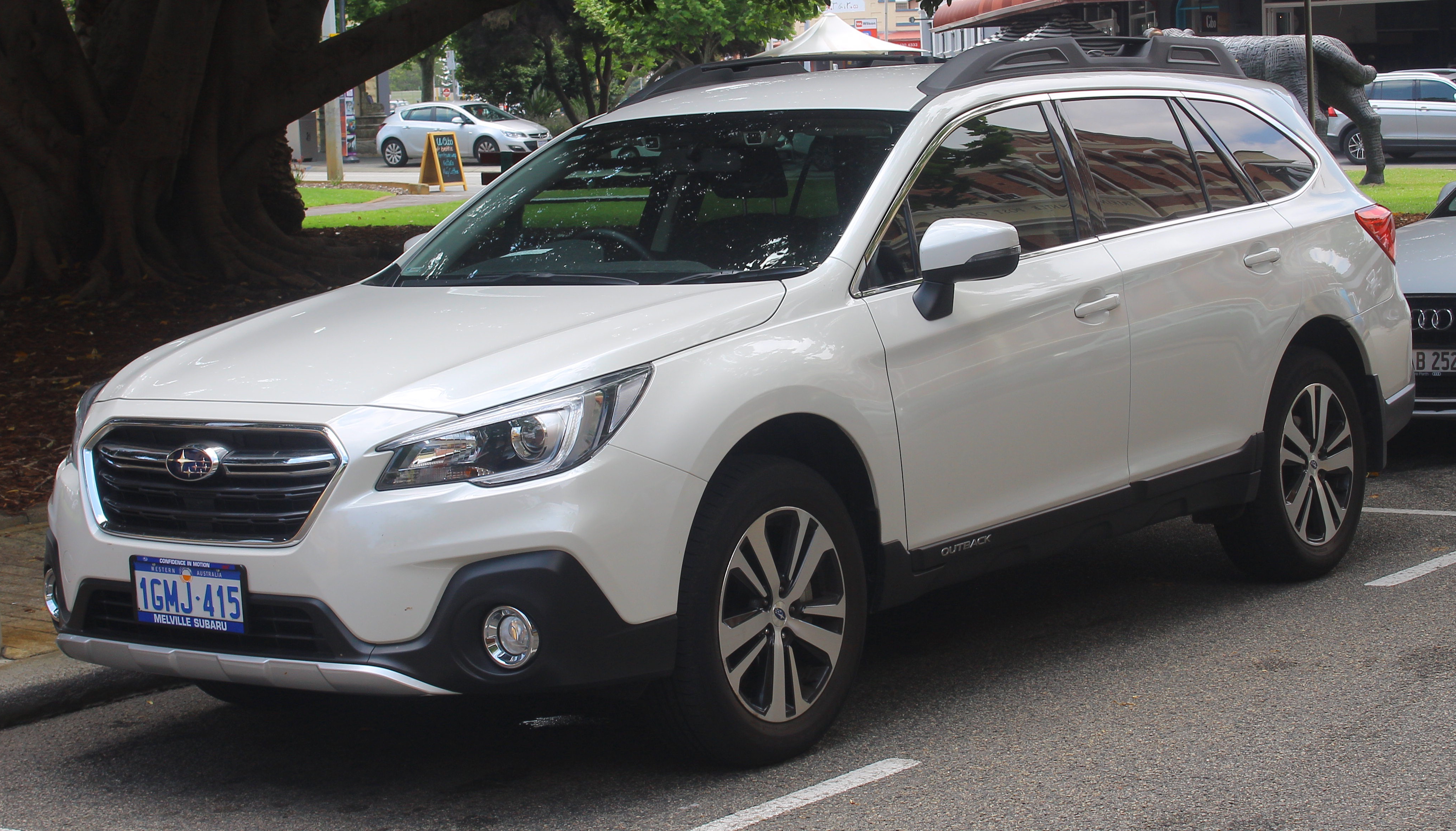
La Subaru Outback post-facelift

Nel 2014, la Subaru ha cominciato a produrre la quinta serie della Subaru Outback. Nel 2018, ha ricevuto un restyling.
Nel 2014, il veicolo è stato sottoposto al crash test Euro NCAP, ottenendo il punteggio massimo di cinque stelle su cinque.

### Motorizzazioni
| Modello | Disponibilità | Motore  | Cilindrata (cm³) | Potenza         | Coppia max (Nm) | Emissioni CO2 (g/km) | 0–100 km/h (secondi) | Velocità max (km/h) | Consumo medio (km/l) |
| 2.5i    | dal 2015-2018 | Benzina | 2498             | 129 kW (175 CV) | 235             | da 161 a 166         | 10.2                 | da 198 a 210        | 7,0 l super          |
| 3.6i    | dal 2015-2018 | Benzina | 3630             | 191 kW (260 CV) | 350             | 230                  | 7.6                  | 235                 | 9,9 l super          |
| 2.0D    | dal 2015-2018 | Diesel  | 1998             | 110 kW (150 CV) | 350             | 145                  | 9.7                  | 200                 | 5,6 l diesel         |

### Dispositivi di sicurezza
La Subaru Outback Model year 2015 è dotata di parecchi sistemi di sicurezza:
- Sistema Eye Sight, basato su due telecamere, che raggruppa vari sistemi di aiuto alla guida
- Regolatore di velocità adattivo
- Frenata automatica
- Segnalazione di uscita dalla corsia[5]

## Sesta serie (BT; dal 2020)

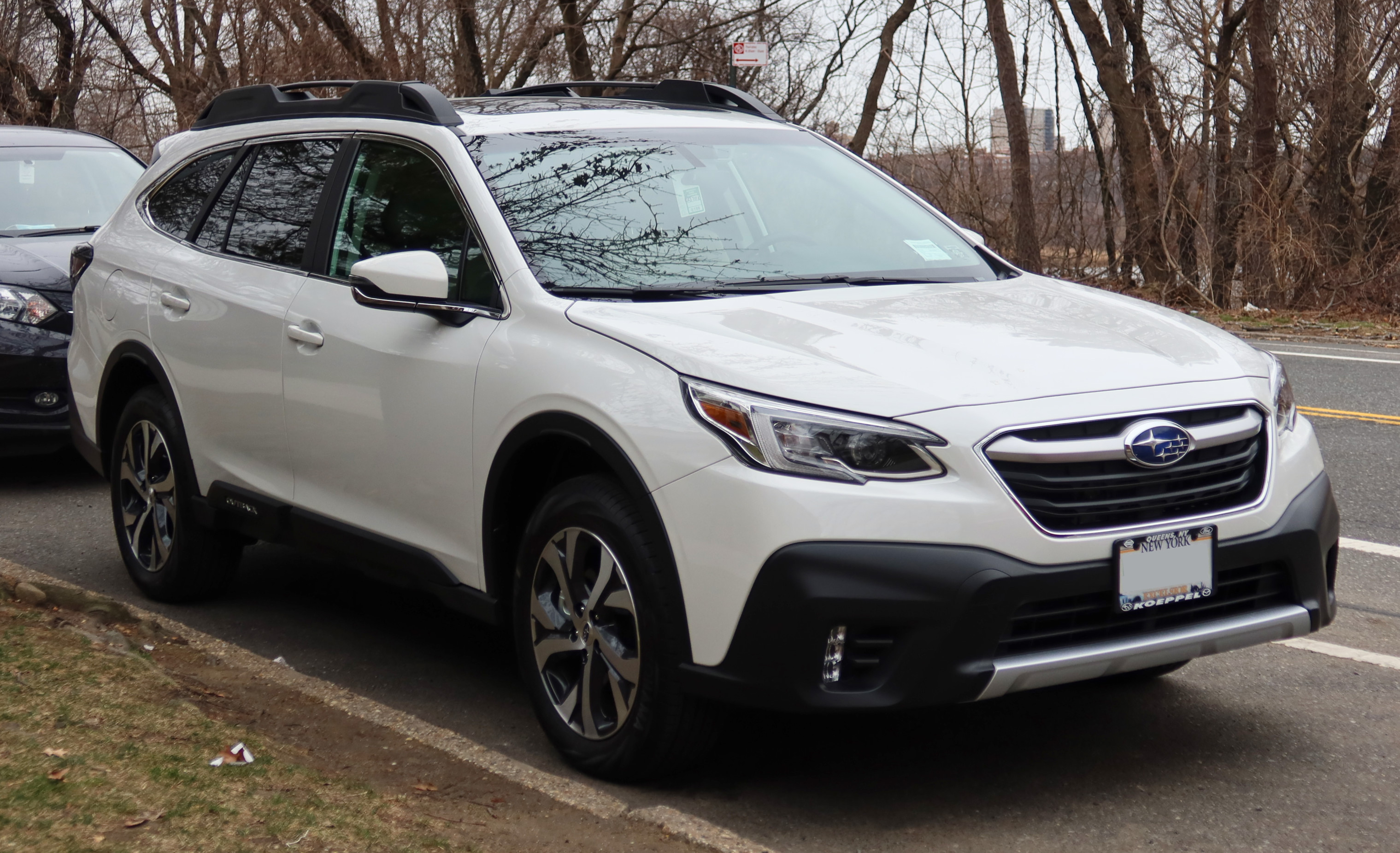
Subaru Outback sesta serie

Nell'aprile 2019, Subaru ha presentato la nuova serie dell'Outback al Salone dell'automobile di New York. L'8 maggio 2021 è avvenuto il lancio per la produzione in Europa. Nel marzo 2021, Subaru ha presentato l'Outback nella più off-road Wilderness Edition. Nel 2021 è stata sottoposta al Crash test Euro NCAP ottenendo cinque stelle su cinque. L'Outback di nuova serie dispone di due nuove motorizzazioni: un motore boxer da 2,5 litri con iniezione a collettore e un motore boxer sovralimentato da 2,4 litri. Il motore aspirato con potenza di 124 kW (169 CV) è disponibile in Europa.

## Riconoscimenti
- 2009: Top Safety Pick 2010